# Pylaisiadelpha henonii
Pylaisiadelpha henonii là một loài Rêu trong họ Sematophyllaceae. Loài này được (Duby) W.R. Buck miêu tả khoa học đầu tiên năm 1984.